# Treball per racons

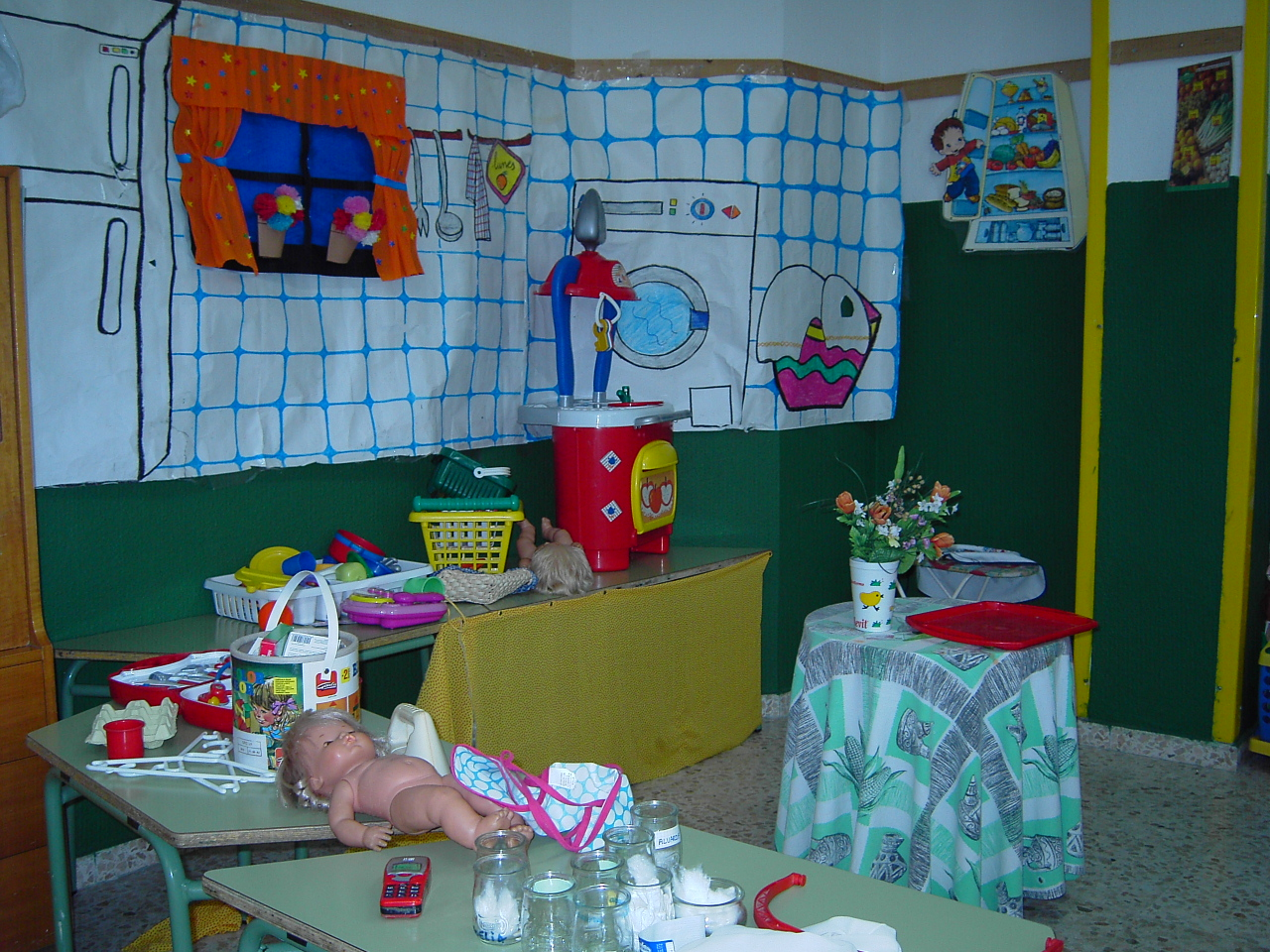
Racó de cuinetes, un dels molts tipus de racons possibles

El treball per racons a l'aula és una forma d'organització que permet a l'alumnat el desenvolupament d'hàbits elementals de treball, l'establiment i compliment de normes i el desenvolupament de la seva autonomia. Aquest tipus de plantejament respon a la necessitat d'establir unes estratègies organitzatives, principalment a educació infantil, per tal de donar resposta a les diferències, interessos i ritmes d'aprenentatge de cada nen i nena. Es tracta de posar a l'abast de l'infant elements de l'entorn que incentivin l'exploració sensorial i l'experimentació.
L'organització per racons implica una determinada manera d'entendre la relació ensenyament-aprenentatge. Cal que l'aprenentatge sigui significatiu i funcional, és a dir, l'infant ha de participar activament en la construcció del seu aprenentatge i adquirir un major protagonisme. El mestre ha de poder facilitar a l'alumne l'accés al coneixement afavorint la interacció amb l'objecte d'aprenentatge i amb els mateixos companys, potenciant el diàleg entre iguals. És important que el mestre conegui el procés d'aprenentatge de cadascun dels alumnes i adequar el tipus i grau d'ajut que li oferirà.
El treball per racons potencia la necessitat i ganes d'aprendre dels infants i d'adquirir coneixements nous, ja que desenvolupa l'esperit de recerca i d'investigació i afavoreix la utilització de diferents tècniques i estratègies d'aprenentatge a l'hora de trobar solucions als problemes plantejats. Per una altra banda, els ajuda a ser conscients de les seves possibilitats, a valorar els seus avenços, a acceptar els errors i a continuar treballant i no rendir-se davant de les dificultats. Afavoreix l'autonomia de l'infant, i l'ajuda a ser responsable amb el material i en el treball. Facilita el seguiment individual i constant per part del mestre dels progressos i dificultats de l'infant i l'observació de les estratègies que utilitza per aconseguir els objectius fixats.
En la programació de les diferents activitats cal tenir en compte els tres tipus de continguts (conceptuals, procedimentals i actitudinals).

## Treball per racons i l'educació inclusiva
Tal com defineix el "pla d'acció educativa de 2008-2015" dut a terme per la Generalitat de Catalunya; l'educació inclusiva és "una educació eficaç i de qualitat per a tot l'alumnat i amb la voluntat d'oferir-la en entorns comuns i compartits".
De fet l'educació inclusiva és una estratègia educativa que es basa a incloure i integrar a l'aula a alumnes amb discapacitats i tots aquells col·lectius considerats en risc de marginació. La inclusió és quelcom que s'orienta per a la millora de l'escola i de la societat. Aquells alumnes que formen part d'aquests col·lectius, tan sols aprendran a viure en comunitat si es relacionen en un entorn escolar normalitzat. Per poder dur a terme aquesta mena d'estratègia, el "pla d'acció educativa" ens aconsella el treball per racons a l'aula. El treball per racons és una activitat que facilita al personal docent una mesura per l'atenció de la diversitat a l'aula i a més permet als alumnes desenvolupar les competències al ritme que necessitin.
A més el treball per racons afavoreix la cooperació entre els alumnes, la qual cosa serà un altre element que facilitarà la inclusió i una bona relació entre ells.

## Objectius del treball per racons[4]
- Donar una atenció més individualitzada a cada alumne.
- Impulsar l'ús dels diferents llenguatges (musical, plàstic, llingüístic, matemàtic...)
- Potenciar la capacitat d'organització i el treball autònom de l'infant.
- Inculcar el criteri propi,
- Veure a l'infant com a esser actiu que aprèn a través dels sentits i manipulació.
- Prestar l'atenció als infants amb necessitats educatives especials.
- Inventar i crear espais perquè els infants tinguin oportunitats de manipular i conèixer els materials.

- Potenciar ritmes de treball, l'ordre i les interrelacions.

## Diferents racons
Hi ha infinitats de racons, ja poden ser relacionats amb el joc simbòlic, amb el treball manual, amb els jocs de construccions, amb les matemàtiques, amb la música, les llengües...
Uns exemples poden ser aquests:
- Racó de cuinetes: els infants podran accedir a una cuineta habilitada, amb diferents estris i aliments amb etiquetes perquè els alumnes puguin llegir-les, receptes de cuina, etc.
- Racó de la botiga: els infants podran comprar i vendre els productes llegint les etiquetes, la llista de la compra,etc.
- Racó del restaurant: els infants podran demanar el que vulguin que hagin llegit a la carta.
- Racó d'origami o papiroflèxia: els infants podran realitzat la manulitat seguint els pasos indicats ens les instruccions.
- Racó de plastilina: els infants podran fomentar la seva creativitat moldejant la plastilina per fer diferents formes.
- Racó de perles: els infants podran crear polseres, collarets, anells...
- Racó de mecànica: els infants podran aprendre les parts dels cotxes i les diferents eines que s'utilitzen.
- Racó de les fustes: els infants podran jugar amb fustes, aprendre les formes (cossos geomètrics), alinear-les...